# E ritorno da te
Az E ritorno da te (Visszatérek hozzád) Laura Pausini hatodik albuma és első best of lemeze, ami 2001. október 8-án jelent meg. Spanyol változata Lo Mejor de Laura Pausini: Volveré junto a tí címmel jelent meg.

## Dalok

### AzE ritorno da tealbumról
1. E ritorno da te
2. La Solitudine    VERSION 2001
3. Non c'é          VERSION 2001
4. Strani amori    VERSION 2001
5. Gente (Ordinary people) VERSION 2001
6. Incancellabile
7. Le cose che vivi
8. Seamisai(Sei que me amavas) duett Gilberto Gillal
9. Ascolta il tuo cuore
10. Mi respuesta
11. In Assenza di te
12. Un'Emergenza d'amore
13. One more time
14. Tra te e il mare
15. Il mio sbaglio piú grande
16. Una storia che vale

### AVolveré junto a tíalbumról
1. Volveré junto a tí
2. La soledad          2001 VERSION
3. Se fue              2001 VERSION
4. Amores extraños     2001 VERSION
5. Gente               2001 VERSION
6. Inolvidable
7. Las cosas que vives
8. Cuando se ama(Sei que me amavas) duett Gilberto Gillal
9. Escucha a tú corazón
10. La mia risposta
11. En ausencia de ti
12. Emergencia de amor
13. One More Time
14. Entre tú y mil mares
15. Un error de los grandes
16. Dos historias iguales
17. Dimé duett José El Francéssal

## Érdekesség
Az olasz változat platina kiadásában szerepel a Speranza című dal, ami a brazil telenovella az Esperança betétdala